# Дауволтер, Кортни
Кортни Дауволтер (англ. Courtney Dauwalter; род. 13 февраля 1985, Хопкинс, Миннесота) — американская бегунья на сверхмарафонские дистанции и бывшая учительница.

## Биография

### Ранние годы
Родилась 13 февраля 1985 года в Миннесоте. В седьмом классе начала заниматься лыжами и бегом. В колледже участвовала в соревнованиях по северным дисциплинам, что помогло ей завоевать чемпионский титул штата по кроссу. Благодаря этой победе она получила грант на обучение в Денверском университете. После окончания университета стала принимать участие в марафонах, а позже открыла для себя и бег на сверхмарафонские дистанции.

### Сверхмарафон
В 2016 году Кортни установила рекорд трассы на 100-километровом пробеге Javelina Jundred и выиграла 100 миль Run Rabbit Run с преимуществом в 75 минут над вторым местом. Она также выиграла его в 2017, хотя и временно ослепла в самом конце дистанции. На протяжении последних 12 миль ей пришлось проходить через технически сложную часть дистанции, полную камней, поворотов и других препятствий
В 2018 Кортни выиграла Вестерн Стейтс, финишировав за 17 часов 27 минут. Участвовала в марафоне Big Dog’s Backyard Ultra и финишировала второй в общем зачете, пробежав 67 кругов и установив рекорд для женщин 279,268 миль. Также она финишировала в забеге Моаб 240 со временем 2 дня, 9 часов и 59 минут, быстрее всех мужчин, обогнав своего преследователя более чем на 10 часов.
В 2019 году стала победителем Монблан Ультратрейла, финишировав за 24 часа 34 минуты.
В 2020 году Кортни побила свой же рекорд на Big’s Backyard Ultra, пробежав 68 кругов за 56 часов 52 минуты. Она пробежала 283,3 мили.

## Результаты
| Год  | Соревнование               | Место проведения    | Дистанция  | Результат | Место | Видео |
| ---- | -------------------------- | ------------------- | ---------- | --------- | ----- | ----- |
| 2016 | Desert Solstice            | Финикс, (Аризона)   | 24 часа    | 237,36 км | I     |       |
| 2017 | Моаб 240                   | Моаб (Юта)          | 386,7 км   | 57:55.13  | I     |       |
| 2018 | Black Canyon Ultras        | Мэйер (Аризона)     | 100 км     | 9:18.33   | II    |       |
| 2018 | Маунт Фудзи Ультратрейл    | Сидзуока            | 100 миль   | 23:57.48  | I     |       |
| 2018 | Вестерн Стейтс             | Скво-Вэлли          | 100 миль   | 17:27.00  | I     |       |
| 2018 | Тахо 200                   | Хоумвуд(Калифорния) | 200 миль   | 49:54.36  | I     |       |
| 2019 | Таравера Ультра            | Роторуа             | 100 км     | 9:28.04   | I     |       |
| 2019 | Madeira Island Ultra Trail | Мадейра             | 115 км     | 15:17.05  | I     |       |
| 2019 | Монблан Ультратрейл        | Шамони              | 100 миль   | 24:34.26  | I     |       |
| 2020 | Big's Backyard Ultra       |                     | 283,3 мили | 56:52.00  | I     |       |

## Интересные факты
1. Психологическая подготовка: Кортни известна своим позитивным настроем и ментальной стойкостью. Она часто говорит о важности "улыбаться через боль" и использует визуализацию для преодоления трудностей на дистанции.
2. Диета: Несмотря на экстремальные нагрузки, Кортни не придерживается строгой диеты. Она известна тем, что во время ультрамарафонов может есть картофельные чипсы, пиццу и даже пить пиво.
3. Уникальный стиль: Кортни часто бегает в шортах-юбке, что стало её фирменным знаком в мире ультрамарафона.
4. Выносливость: В 2017 году на соревновании Moab 240 Endurance Run Кортни спала всего 21 минуту за 58 часов гонки.
5. Профессиональная карьера: До того как стать профессиональной бегуньей, Кортни работала бухгалтером.
6. Вдохновение для других: Кортни активно участвует в продвижении женского ультрамарафона и вдохновляет многих женщин заниматься этим спортом.
7. Рекорды: Помимо упомянутых достижений, Кортни держит несколько рекордов на различных ультрамарафонских дистанциях.